# Perfluor(3,7-dimethyloctansäure)
Perfluor(3,7-dimethyloctansäure) (Kürzel: PF-3,7-DMOA) ist eine chemische Verbindung aus der Gruppe der per- und polyfluorierten Alkylverbindungen (PFAS). Sie ist eines von 211 Skelettisomeren der Perfluordecansäure.

## Eigenschaften
Die Perfluor(3,7-dimethyloctansäure) wird in verschiedenen RSLs der Textilbranche gelistet wie zum Beispiel dem Ökotex Standard 100.